# Shane Vieau
Shane Vieau es un escenógrafo canadiense conocido  por su trabajo en la película La forma del agua, por la cual obtuvo un Óscar al mejor diseño de producción junto al diseñador de producción Paul Denham Auster y Jeff Melvin.

## Premios y distinciones
Óscar
| Año  | Categoría                  | Película          | Resultado |
| ---- | -------------------------- | ----------------- | --------- |
| 2018 | Mejor diseño de producción | La forma del agua | Ganador   |